# Flötensonaten (Bach)
Kammermusikwerke für Flöte sind unter Johann Sebastian Bachs Namen insgesamt elf  erhalten: Ein Werk für Flöte solo, drei Werke für Flöte mit Continuo, vier Werke für Flöte mit Cembalo sowie drei Triosonaten mit Basso continuo – davon zwei mit Violine und eine mit einer zweiten Flöte. In allen Fällen ist das erste Soloinstrument eine Traversflöte; Blockflöten hat Bach in seiner Kammermusik (soweit diese erhalten ist) nicht eingesetzt. Da Bach seine Kammermusikkompositionen intensiv überarbeitete, werden hier in einigen Fällen Urfassungen, teilweise auch für andere Besetzungen, angenommen.
Bach unterhielt gute Kontakte zum Dresdner Hof, wo der Flötist Pierre-Gabriel Buffardin wirkte; zumindest einige der Kompositionen dürften für diesen entstanden sein. In Leipzig wird Bach einen Teil der Kompositionen im Rahmen seiner Konzerte im „Zimmermannischen Caffee-Hauß“ aufgeführt haben.

## Werke für Flöte solo
Eine einzelne Suite für Flöte solo ist erhalten; es ist möglich, dass mehrere derartige Werke existiert haben (siehe Sonate C-Dur, unten).

### Suite für Flöte solo a-Moll, BWV 1013
- Allemande,
- Corrente, 3/4
- Sarabande, 3/4
- Bourrée anglaise, 2/4

Alle vier Sätze stehen in der Grundtonart a-Moll.
Das Werk entspricht in Aufbau und Stil Bachs Suiten für Cello solo und verwendet ähnliche Techniken, um virtuelle Mehrstimmigkeit zu generieren. Es ist eines der wenigen Beispiele für eine barocke Komposition für Flöte solo – möglicherweise stellte die C-Dur-Sonate BWV 1033 (siehe unten) ein Pendant dar. Die Partitur ist nur in einer Abschrift erhalten.
Der erste Satz besteht nach Art einer Tasteninstrument-Allemande aus ununterbrochenen Sechzehntelketten und stellt daher die Atemtechnik des Interpreten vor nicht geringe Aufgaben.

## Sonaten für Flöte und Continuo

### Sonate I C-Dur, BWV 1033
- Andante – Presto, , C-Dur
- Allegro, 3/4, C-Dur
- Adagio, , a-Moll
- Menuetto I – II – I, 3/4, C-Dur

Da der Basso Continuo motivisch nicht beteiligt ist und an manchen Stellen etwas ungeschickt geführt wird, ist vermutet worden, dass Bach das Werk als Komposition für Flöte solo komponierte und einem Schüler die Aufgabe gab, einen Bass hierzu zu schreiben. Zwischenzeitlich war das Stück allerdings als Ganzes als unecht angesehen; in die Neue Bach-Ausgabe hatte man es zunächst nicht mehr aufgenommen, bis es 2006 nachgetragen wurde. Alfred Dürr hatte sich bei seiner 1975er Ausgabe noch an Hans Eppsteins Spekulation über die Urheberschaft zweier Bachschüler gehalten. Überhaupt keine Gründe hatte bereits nach 1945 Friedrich Blume für den Ausschluss der Sonate aus Bachs Werk angegeben. Die Echtheitszweifel lassen sich jedoch schon beim Punkt „Schüler“ angehen: Es fehlen in der Sonate die für die späten Köthener und folgenden Leipziger Jahre typischen hochgespannten expressiven Melodielinien und sie ist deswegen vom Stil her als früh einzuordnen. Auch kann man den zweigeteilten ersten Satz als ein Vorspiel nach der Sonatenkonvention  des 17. Jahrhunderts betrachten, vergleichbar mit dem Eingangssatz der Violinsonate e-Moll BWV 1023. Bei aller Schlichtheit verrät in den ersten drei Sätzen die Ausweitung des Tonartenspektrums einen geübten Komponisten. Was komplett fehlt, sind die von Antonio Vivaldi von 1711 an in Europa bekannt gemachten Quintfallsequenzen. Somit bietet sich an, die Sonate in die Weimarer Jahre bis spätestens 1716 zu datieren und im deutschen Sprachraum als eine der frühesten Kompositionen für Traversflöte zu betrachten.

### Sonate II e-Moll, BWV 1034
- Adagio ma non tanto, , e-Moll
- Allegro, , e-Moll
- Andante, 3/4, G-Dur
- Allegro, 3/4, e-Moll

Diese Sonate wird im Allgemeinen in Bachs Leipziger Zeit datiert.

### Sonate III E-Dur, BWV 1035
- Adagio ma  non tanto, , E-Dur
- Allegro, 2/4, E-Dur
- Siciliano, 6/8, cis-Moll
- Allegro assai, 3/4, E-Dur

Das Werk ist laut einer Notiz auf der Partitur Michael Gabriel Fredersdorf gewidmet, einem Kämmerer bei Friedrich II in Berlin, wohl 1741. Ob dies bedeutet, dass es auch in seinem Auftrag entstand, ist nicht sicher.

## Sonaten für Flöte und obligates Cembalo

### Sonate I h-Moll, BWV 1030
- Andante, , h-Moll
- Largo e dolce, 6/8, D-Dur
- Presto, , h-Moll
- Allegro, 12/16, h-Moll

Ein kurzes Fragment einer Fassung in g-Moll ist erhalten; hier dürfte eine Blockflöte das Soloinstrument sein. Wahrscheinlich geht auch diese auf eine Erstfassung für zwei Instrumente und Continuo zurück.
Die autographe Reinschrift der Sonate, eine der schönsten aus Bachs Feder, stammt aus den späten 1730er Jahren. Der erste Satz enthält Rhythmen und Ornamente, die für den sogenannten „galanten Stil“ typisch sind und in Bachs Werk erst ab 1729 begegnen. Dies war auch das Jahr, in dem er die Leitung des Leipziger Collegium musicum übernahm, wo nachweislich Kammermusik für Flöte gespielt wurde.
Das Kopfmotiv des ersten Satzes der h-Moll-Sonate hat Bach aus einer g-Moll-Orchestersuite seines Vetters Johann Bernhard entliehen; es bildet dort das Fugenthema der Ouvertüre. Der zweite Satz, ein Flötensolo mit reicher akkordischer Begleitung, imitiert ein Siciliano, einen Arien- und Melodietypus der Opera seria. Der dritte Satz beginnt als dreistimmige Fuge und endet mit einer hochvirtuosen, zweiteiligen Giga.

### Sonate II Es-Dur, BWV 1031
- Allegro moderato, , Es-Dur
- Siciliano, 6/8, g-Moll
- Allegro, 3/8, Es-Dur

Es ist oft vermutet worden, dass diese Komposition ein Werk Carl Philipp Emanuel Bachs ist oder ein Gemeinschaftswerk mit seinem Vater darstellt (Carl Philipp Emanuels Nachlassverzeichnis von 1790 nennt Kompositionen, die er mit seinem Vater zusammen geschrieben hat). Inzwischen steht Johann Sebastian Bachs Autorschaft jedoch fest; die Abschrift wurde von Johann Nathanael Bammler, Bachs Privatsekretär, angefertigt und mit dem Komponistennamen versehen.
Der bekannteste Satz ist das Siciliano, das auch für Klavier solo bearbeitet und häufig, etwa als Zugabe, gespielt worden ist.

### Sonate III A-Dur, BWV 1032
- Vivace, , A-Dur
- Largo e dolce, 6/8, a-Moll
- Allegro, 3/8, A-Dur

Der erste Satz dieser Sonate ist nur bruchstückhaft überliefert – es fehlt der zweite Teil. Auch hier wird als Erstfassung eine Sonate für zwei Instrumente und Continuo vermutet.

## Weitere Kammermusikwerke mit Flöte

### Sonate g-Moll für Flöte und obligates Cembalo, BWV 1020
Das Soloinstrument ist im Original als „Violine“ bezeichnet; nur wegen des geringen Tonumfangs und fehlender violinspezifischer Effekte wird das Werk seit Friedrich Spitta für Flöte in Beschlag genommen. In der älteren Forschung wurde Bachs Sohn Carl Philipp Emanuel als Autor vermutet. In der aktuellen Forschung setzt sich jedoch mehr und mehr die Ansicht durch, dass es sich bei dieser Sonate ebenso wie beim Schwesterwerk BWV 1031 (s. o.) wahrscheinlich doch um Kompositionen von Johann Sebastian Bach handelt, die teilweise deutlich nach dem Vorbild der Flötensonaten in Es-Dur (QV 2:18) bzw. g-Moll (QV 2:35) von Johann Joachim Quantz gestaltet sind.

### Triosonate und Canone Perpetuo aus demMusikalischen Opfer, BWV 1079
Für Flöte, Violine und Continuo – siehe den Artikel Musikalisches Opfer.
1. Largo, 3/4, c-Moll
2. Allegro, 2/4, c-Moll
3. Andante, , Es-Dur
4. Allegro, 6/8, c-Moll
5. Canone perpetuo, , c-Moll

### Sonate G-Dur für Flöte, Violine und Continuo, BWV 1038
Von dieser Sonate liegen auch andere Fassungen für Violine und obligates Cembalo in F-Dur, BWV 1022, sowie für Violine und Continuo, BWV 1021, vor. Der dritte Satz (Adagio) enthält vor allem am Anfang deutliche Übereinstimmungen mit dem drittletzten Satz („Gute Nacht, o Wesen“) der Motette „Jesu, meine Freude“ BWV 227 (dort in a-Moll).
1. Largo, , G-Dur
2. Vivace, 3/8, G-Dur
3. Adagio, , e-Moll
4. Presto,  oder , G-Dur

### Sonate G-Dur für zwei Querflöten und Continuo, BWV 1039
Hier handelt es sich um eine Frühform der ersten Gambensonate.
1. Adagio
2. Allegro ma non presto
3. Adagio e piano
4. Presto